# Comuna de Lutomiersk
Lutomiersk (polaco: Gmina Lutomiersk) é uma gminy (comuna) na Polónia, na voivodia de Lodz e no condado de Pabianicki. A sede do condado é a cidade de Lutomiersk.
De acordo com os censos de 2004, a comuna tem 7015 habitantes, com uma densidade 52,4 hab/km².

## Área
Estende-se por uma área de 133,87 km², incluindo:
- área agricola: 71%
- área florestal: 22%

## Demografia
Dados de 30 de Junho 2004:
|                      | Total   | Total | Mulheres | Mulheres | Homens  | Homens |
| -------------------- | ------- | ----- | -------- | -------- | ------- | ------ |
|                      | pessoas | %     | pessoas  | %        | pessoas | %      |
| População            | 7015    | 100   | 3534     | 50,4     | 3481    | 49,6   |
| Densidade (pop./km²) | 52,4    | 100   | 26,4     | 26,4     | 26      | 26     |

De acordo com dados de 2002, o rendimento médio per capita ascendia a 1275,01 zł.

## Comunas vizinhas
- Aleksandrów Łódzki, Dalików, Konstantynów Łódzki, Pabianice, Poddębice, Wodzierady, Łask